# Nyborg (gemeente)
Nyborg is een gemeente in de Deense regio Zuid-Denemarken (Syddanmark) met 32.009 inwoners (2020).
Bij de herindeling van 2007 werden de gemeenten Ullerslev en Ørbæk bij Nyborg gevoegd.
Tot de gemeente behoort ook het midden in de Grote Belt gelegen eilandje Sprogø.

## Plaatsen in de gemeente
- Vindinge
- Måre
- Refsvindinge
- Ørbæk
- Hjulby
- Nyborg
- Frørup
- Svindinge
- Tårup
- Ellinge
- Skellerup
- Ullerslev
- Aunslev
- Langå

## Afkomstig uit Nyborg
- Saybia - Deense rockband

Aabenraa · Ærø · Assens · Billund · Esbjerg · Faaborg-Midtfyn · Fanø · Fredericia · Haderslev · Kerteminde · Kolding · Langeland · Middelfart · Nordfyn · Nyborg · Odense · Sønderborg · Svendborg · Tønder · Varde · Vejen · Vejle
- International Standard Name Identifier: 0000 0004 0461 2071
- MusicBrainz: 8dbfaeac-120b-43c2-9983-f326f4735025